# اس‌اس اسکرسبی
اس‌اس اسکرسبی (به انگلیسی: SS Scoresby) یک زیردریایی بود که طول آن ۳۶۰٫۰ فوت (۱۰۹٫۷ متر) بود. این زیردریایی در سال ۱۹۲۳ ساخته شد.